# Christian zu Stolberg-Stolberg
Christian rigsgreve af Stolberg-Stolberg (født 15. oktober 1748 i Hamborg, død 18. januar 1821 på Vindeby Gods) var en tysk digter og oversætter.
Hans fader var Christian Günther zu Stolberg-Stolberg (d. 1765). Han blev født i Hamborg 15. oktober 1748, medens hans fader var amtmand i Segeberg og beboede godset Bramstedt, som den næstældste af 11 søskende og ligesom broderen Friedrich Leopold opdraget under ringe tvang og under de heldigste legemlige og åndelige forhold, til dels under digteren Klopstocks øjne, i det denne var en jævnlig og velkommen gæst hos familien Stolberg, efter at greven var blevet overhofmester hos dronning Sophie Magdalene og boede dels i København, dels i Hirschholm. I denne stilling var det, at han blev den første, der i Danmark overførte bondefrigørelsesideerne fra teori til praksis, idet Sophie Magdalene på hans råd og under hans ledelse afløste hoveriet og indførte arvefæste på Hørsholm Gods. En mindestøtte blev i den anledning rejst i Hørsholm.  
Allerede som ganske ungt menneske blev Stolberg grebet af Klopstock-begejstringen og skrev nogle små poetiske udbrud. Efter at faderen var død af et slagtilfælde, flyttede familien til Rungstedgård og boede her nogle år i stilhed, medens brødrene blev undervist af en huslærer, og medens de i den skønne omegn indsugede en kærlighed til dansk natur, som ofte giver sig udslag i deres digte. I 1770 drog brødrene, ledsagede af deres hovmester, til universitetet i Halle, hvor de blev et par år, og 1772 fulgtes de ad til Göttingen, hvor de blev til det følgende efterår. Her traf de flere unge adelsmænd af slægtskabet eller bekendtskabet, færdedes meget i professorernes huse og sluttede sig til de der studerende englændere. Igennem C.F. Cramer blev de bekendte med Gottfried August Bürger og indførtes af Heinrich Christian Boie i «Göttinger Hainbund», hvor de, til trods for at de var indtrådt under selve Klopstocks ægide, dog ved deres medfødte fornemme tilbageholdenhed afholdtes fra at tage del i de mere intime ceremonier og altid bevarede en vis periferisk stilling. Christian Stolberg skrev vel nok i denne tid nogle digte, og hans navn blev rosende omtalt tillige med broderens af Klopstock, men han stod i digterisk henseende langt tilbage for broderen og anerkendte også villig dennes overlegenhed. Efter at have forladt universitetet, hvor de var blevet deres plan om at studere jura, temmelig utro, drog brødrene over Hamborg, hvor de samledes med Klopstock, Gottlob Friedrich Ernst Schönborn, Matthias Claudius og Heinrich Wilhelm von Gerstenberg, til deres moders hjem i København; hun døde imidlertid allerede 22. december 1773. På Bernstorff hos svogeren gjorde Christian Stolberg bekendtskab med den unge enke Frederikke Louise Gramm, f. komtesse Reventlow, og forelskede sig i hende, dog uden foreløbig at finde gengæld for sine følelser.
I april 1775 rejste brødrene over Hamborg og Göttingen til Frankfurt, hvor de knyttede et varmt venskab med den unge Goethe, som sluttede sig til turen; i Mainz besøgte man Friedrich Maximilian Klinger, i Strasburg Jakob Michael Reinhold Lenz; ved hoffet i Carlsruhe, hvor Carl August af Weimar netop dvælede, blev de unge rigsgrever stærkt feterede, og endelig nåede man rejsens mål, Schweiz, som blev gennemrejst på kryds og på tværs. I november tiltrådtes tilbagerejsen igennem Tyskland, hvor man på vejen tog ind hos Goethe i Weimar og fejrede en forsoningsfest med Christoph Martin Wieland (hvem «Göttinger Hainbund» havde forkætret), og efter et besøg i Hamborg og hos de holstenske venner vendte brødrene i begyndelsen af 1776 tilbage til København.
Efter hjemkomsten genså Christian Stolberg sin tilbedte Louise og var mere forelsket end nogensinde, men først i december fik han hendes ja. Han havde vel arvet Rungstedgård og var blevet udnævnt til kammerherre, men han havde ellers ingen formue og måtte derfor se sig om efter en stilling, der ville tillade ham at gifte sig. Ved A.P. Bernstorffs indflydelse blev han 1777 udnævnt til amtmand i Tremsbüttel, det mindste amt i Holsten, og kunne nu holde bryllup med fru Frederikke Louise Gramm. Ægteskabet blev barnløst, men var meget lykkeligt; grevinden var en højt begavet, kundskabsrig og poetisk anlagt dame, som ofte hjalp ham med hans litterære arbejder, selv de latinske oversættelser. Uagtet han var stærkt optaget af sine embedspligter, udarbejdede han her en del ret korrekte, men i metrisk henseende ikke særlig heldige oversættelser af Horats, de græske anakreontiske digtere, homeriske hymner og «Batrachomyomachien» samt en oversættelse af Sofokles, som endnu må siges at have værd. Også i dramaet forsøgte han sig, som med Otanes og Belsazer, som dog er uden dramatisk værd. De mange trakasserier med de mange omliggende domstole gjorde ham endelig ked af hans virksomhed. 1800 nedlagde han sit embede og flyttede til godset Vindeby ved Egernførde, som han havde købt 1799, og her boede han til sin død, 18. januar 1821. I modsætning til broderen Friedrich Leopold nærede han de varmeste følelser for Danmark, dets natur og dets digtekunst. Broderens overgang til katolicismen bedrøvede ham dybt og indviklede ham efter udsoningen med denne i en ubehagelig pennefejde med Johann Heinrich Voss. 1806 blev han udnævnt til landråd ved retten i Slesvig, 1808 til gehejmekonferensråd og 1815 til æresdoktor ved Kieler-universitetet.